# Mötet i Arboga 1517
Mötet i Arboga 1517 var en sammankomst som hölls i Arboga för att diskutera och besluta om Sveriges angelägenheter. Det inleddes den 1 januari 1517 och avslutades den 7 januari 1517.
Mötet uttalade sitt stöd till riksföreståndaren Sten Sture. Mötet beslutade också att straffa ärkebiskopen Gustav Trolle och riva fästningen Stäket. 